# Klaus Nowodworski
Klaus Nowodworski (* 5. Juli 1940; † 29. Dezember 2001 in Berlin) war ein deutscher Rock- und Soulsänger, der insbesondere als langjähriger Frontmann der Modern Soul Band eng mit der Geschichte der DDR-Rockmusik verbunden ist.

## Leben
Nowodworski gehörte von Anfang an zu den Mitgliedern des im Juli 1968 gegründeten Modern Septett, das sich 1970 in Modern Soul Band umbenannte. Die Band war aus den kurz zuvor verbotenen Music-Stromers hervorgegangen. 1983 verließ er die Band und wurde durch Christian Schmidt ersetzt. Im Juli 1999 kehrte er zurück, konnte aber bis zu seinem bald darauf erfolgten Tod nur noch wenige Auftritte absolvieren.
Klaus Nowodworski nahm mit der Modern Soul Band zahlreiche Titel für den DDR-Rundfunk auf und produzierte mehrere Singles und LPs für die DDR-Schallplattenfirma Amiga.
Im Dezember 2001 erkrankte er an einem Hirntumor und starb wenige Tage darauf. Sein Grab befindet sich auf dem evangelischen St. Andreas-St. Markus-Friedhof in Berlin-Hohenschönhausen.

## Diskografie

### Mit Modern Soul Band
- Modern Soul Band, LP, 1977
- Meeting, LP, 1979

### Als Solokünstler
- So muß es sein, Single
- November Blues / Die eigene Fantasie, Single